# John Joseph Scanlan

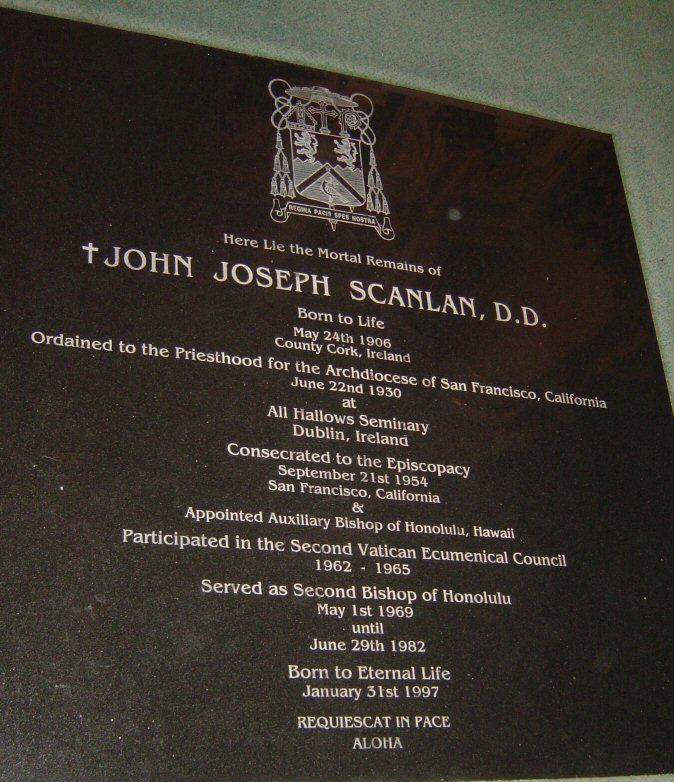
Gedenktafel in der Kathedrale von Honolulu

John Joseph Scanlan (* 24. Mai 1906 in Inniscarra, County Cork, Irland; † 31. Januar 1997 in Kalifornien) war römisch-katholischer Bischof von Honolulu.

## Leben
Nach seiner Ausbildung in Dublin emigrierte Scanlan in die Vereinigten Staaten und wurde am 22. Juni 1930 vom Bischof von Bathurst, John Francis Norton, zum Priester geweiht.
Am 8. Juli 1954 wurde er zum Weihbischof in Honolulu und Titularbischof von Cenae ernannt. Die Bischofsweihe spendete ihm am 21. September 1954 der Erzbischof von San Francisco, John Joseph Mitty, Mitkonsekratoren waren der Erzbischof von Seattle, Thomas Arthur Connolly, und der Bischof von Honolulu, James Joseph Sweeney.
Am 10. November 1967 wurde Scanlan zum Apostolischen Administrator von Honolulu ernannt und folgte am 6. März 1968 James Joseph Sweeney als Bischof nach. Er hatte das Amt bis zum 30. Juni 1981 inne, blieb aber auch als emeritierter Bischof in der Diözese aktiv.
Scanlan starb 1997 im Alter von 90 Jahren in Kalifornien und wurde in der Kathedralbasilika Unserer Lieben Frau des Friedens auf Honolulu beigesetzt.